# Pateobatis bleekeri
Pateobatis bleekeri ist eine Rochenart aus der Familie der Stechrochen (Dasyatidae). Das Artepitheton ehrt den niederländischen Ichthyologen Pieter Bleeker.

## Merkmale
Dieser Rochen kann einen Durchmesser von bis zu 105 cm erreichen. Die Unterseite der Körperscheibe ist breit dunkel umrandet. Der Schwanz ist auffällig, da mehrere Male so lang wie die Scheibe, und trägt Stacheln.

## Lebensweise
Pateobatis bleekeri lebt in tropischen Biotopen im indo-pazifischen Raum zwischen Pakistan und dem malaiischen Archipel. Die Art ist bodenbewohnend an der Grenze von Süß- zu Brackwasser, ist also zum Beispiel in Flussmündungen und über sonstigen weichen Böden von der Brandungszone bis in Tiefen von rund 30 Metern anzutreffen. Als Nahrung dienen bodenbewohnende Wirbellose.
Die ovovivipare Art vermag ihre Population innerhalb von 4,5 bis 14 Jahre zu verdoppeln, was eine niedrige Widerstandsfähigkeit gegenüber Populationsveränderungen, zum Beispiel durch Fischfang, bedeutet. 
Wirtschaftlich ist die Art von sehr geringer Bedeutung. Das Fleisch kann verzehrt und die Haut zur Lederherstellung genutzt werden.

## Systematik
Die Rochenart wurde im Jahr 1860 durch den englischen Zoologen Edward Blyth unter der wissenschaftlichen Bezeichnung Trygon bleekeri beschrieben und später der Gattung Himantura zugeordnet. Bei einer Mitte 2016 erfolgten Revision der Dasyatidae wurde die Art in die neu eingeführte Gattung Fontitrygon gestellt.

## Weblink
- Pateobatis bleekeri auf Fishbase.org (englisch)